# روبرت جولي
روبرت جولي (بالفرنسية: Robert de Joly)‏ (و. 1887 – 1968 م) هو، من فرنسا، ولد في باريس، توفي في مونبلييه، عن عمر يناهز 81 عاماً.

## جوائز
حصل على جوائز منها:
- نيشان جوقة الشرف من رتبة ضابط.